# Anno liturgico
Nelle chiese cristiane, l'anno liturgico è composto dal ciclo delle stagioni liturgiche, le quali determinano le feste da osservare, le celebrazioni dei Santi, e i passi delle Sacre scritture da leggersi nelle celebrazioni.
Tempi diversi all'interno di uno stesso anno liturgico presentano differenze nei contenuti teologici, nella liturgia e nei colori liturgici usati nelle celebrazioni.

## Definizione dell'anno liturgico
L'anno liturgico esprime in sommo grado l'accezione liturgica del concetto cristiano di temporalità e, in tale funzione, è innanzitutto il segno liturgico della signoria di Gesù Cristo sulla temporalità: a tale signoria è associato sia l'uomo sia, in particolare, il cristiano con il culto della vita, il cui presupposto è la fede, virtù teologale strettamente collegata al tempo nel cui ambito si esplica. La teologia cristiana è concorde nel riconoscere l'interdipendenza tra la fede e il tempo in quanto al di fuori del tempo non esiste la fede ma la visione.
Considerato il legame tra l'anno liturgico e il concetto di temporalità, e tenuto conto che tale ultimo concetto nel Cristianesimo è anche una categoria teologica e, per ciò che concerne la temporalità dopo Cristo, assume specificatamente
sia una valenza soteriologica, per cui la temporalità deve intendersi come la categoria in cui si incontra il Mistero di Cristo e si attua la salvezza, sia una valenza escatologica per cui la temporalità deve intendersi teleologicamente, ossia nel senso degli "ultimi tempi" inaugurati dalla pentecoste e culminanti nella parusia. Perciò, essendo l'anno liturgico il segno liturgico della temporalità intesa quale ambito sia di salvezza sia dell'attesa degli "ultimi tempi", ne consegue rispettivamente che:
- l'anno liturgico è esso stesso uno spazio di salvezza: il suo scopo, in ultima analisi, è la conformazione di ogni credente al Cristo al fine della piena maturità del Cristo[2];
- l'anno liturgico è esso stesso una misura degli ultimi tempi.

L'anno liturgico è, infine, la fase temporale in cui vengono officiate le celebrazioni cultuali di ogni confessione cristiana le quali, a loro volta, sono congiunte tra loro in periodi, detti solitamente "tempi liturgici", che insieme costituiscono l'anno liturgico.

## Panoramica generale sull'anno liturgico
Nonostante la cadenza annuale, l'anno liturgico non corrisponde perfettamente all'anno civile e, fatta eccezione per alcuni riti orientali, ha una durata variabile in quanto le date di inizio e fine sono mobili. Da ciò consegue che non esiste per tutto il Cristianesimo un unico anno liturgico in quanto lo stesso varia:
- secondo le singole Confessioni cristiane;
- secondo le singole Chiese sui iuris e Comunità cristiane eventualmente presenti in una singola Confessione cristiana, e
- secondo i diversi riti eventualmente presenti in una singola Chiesa sui iuris o Comunità cristiana.

Pertanto si può affermare che:
- esistono tanti anni liturgici quanti sono i riti cristiani, e
- ogni anno liturgico è l'espressione temporale del relativo rito liturgico cristiano.

Pur se timidamente, comincia a diffondersi nel linguaggio comune l'espressione Anno liturgico Cristiano dove, in contrasto con quanto sopra riportato, viene affermata l'esistenza di un solo anno liturgico e si sottintende l'esistenza di un solo rito cristiano.
Tra i vari anni liturgici permangono diversi elementi comuni, tanto maggiori quanto più ragguardevoli sono i fattori comuni tra le singole Confessioni cristiane.

## Struttura dell'anno liturgico
In tutti gli anni liturgici, normalmente, si alternano due calendari distinti:
- il calendario delle celebrazioni inerenti al Signore Gesù Cristo: sia nell'ambito delle relazioni trinitarie, sia nell'ambito cronologico che va dalla preparazione per la prima venuta del Messia, continua con la vita nascosta e pubblica del Signore Gesù Cristo, la discesa dello Spirito Santo e il tempo della Chiesa, e che giunge fino alla parusia; e
- il calendario delle celebrazioni inerenti ai santi e ai beati (nelle chiese Cattolica e Ortodossa) e ad altri eventi come la Dedicazione delle singole chiese o il loro anniversario (nella Chiesa cattolica).

In alcuni anni liturgici, fra cui tutti quelli latini, il primo calendario ha prodotto la nascita del ciclo denominato Temporale, mentre il secondo calendario ha prodotto la nascita del ciclo denominato Santorale. Non vi è però piena corrispondenza tra il primo calendario e il Temporale da un lato, e tra il secondo Calendario e il Santorale dall'altro lato; infatti, per motivi storici, alcune celebrazioni inerenti all'uso del primo calendario appartengono al Santorale e, viceversa, alcune celebrazioni inerenti al secondo calendario appartengono al Temporale. Per esempio, nella forma ordinaria dell'anno liturgico romano,
- la solennità dell'Annunciazione, espressione del primo calendario, in realtà appartiene al Santorale per la coincidenza di due cause, ossia la mancata influenza di tale solennità sull'anno liturgico, contrariamente al Natale che genera invece un tempo liturgico, e la data fissa della stessa solennità che normalmente è il 25 marzo, e
- la solennità di Maria Santissima Madre di Dio, espressione del secondo calendario, in realtà appartiene al Temporale a causa del suo legame stabile con il Natale poiché la sua collocazione fissa è l'Ottava di Natale, cioè il 1º gennaio.

In tutti gli anni liturgici l'appartenenza di una ricorrenza al Temporale o al Santorale non necessariamente è un fatto univoco o acquisito. Per esempio, nell'anno liturgico romano, il tema della Divina Maternità di Maria:
- nell'ambito della forma ordinaria, è celebrato dalla solennità di Maria Santissima Madre di Dio, collocata come detto nel Temporale, e
- nell'ambito della messa tridentina, è celebrata dalla festa di seconda classe denominata Maternità della Beata Vergine Maria che è collocata nel Santorale in data 11 ottobre.

## Ciclo delle letture
L'anno liturgico scandisce anche la sequenza delle letture bibliche nelle celebrazioni eucaristiche.
Nella Chiesa cattolica il percorso è strutturato, per le messe festive, su un ciclo triennale (anni A, B e C). Ogni anno ha come tema conduttore uno dei vangeli sinottici: Matteo per l'anno A, Marco per il B e Luca per il C, mentre il Vangelo secondo Giovanni viene letto in determinati periodi di ogni anno.
Per le celebrazioni feriali il ciclo è invece biennale (I per gli anni dispari, II per i pari).

## Organizzazione dei due calendari
Considerato che nei due calendari, compresi i due cicli da essi derivati, possono sovrapporsi varie celebrazioni, particolarmente a causa delle coincidenza temporale di ricorrenze previste sia dal calendario universale sia da uno o più calendari particolari, e tenuto conto che i due calendari, compresi i due citati cicli, si alternano cronologicamente sovrapponendosi a loro volta, la loro officiatura è organizzata in tutti gli anni liturgici cristiani secondo principi più o meno rigidi, disciplinati da criteri più o meno fissi. Tali principi e criteri sono particolarmente rigidi negli anni liturgici cattolici e ortodossi; per esempio, negli anni liturgici latini l'officiatura è esplicitata normalmente in una tavola, detta nell'anno liturgico romano Tabella dei giorni liturgici, organizzata secondo i principi della "Concorrenza" e dell'"Occorrenza", altresì disciplinati secondo il criterio della "Precedenza".
La regolazione pratica dei due calendari, cicli compresi, normalmente unica, avviene in molti riti cristiani tramite uno strumento generalmente denominato calendario liturgico, che è l'ordinamento che scandisce le ricorrenze dell'anno liturgico.  La differenza tra anno liturgico e calendario liturgico, normalmente non percepita nell'opinione comune, è motivo di sottigliezza dottrinale ed è tenue o inesistente al di fuori delle chiese cattolica e ortodossa.

## Composizione generica dell'anno liturgico
Considerata l'origine unica del Cristianesimo, esistono degli elementi comuni nella strutturazione dei vari anni liturgici come descritti nello schema sottostante. La successione dei cicli, tempi e periodi proposta nello schema rispecchia in linea generale quanto accade in tutti gli anni liturgici; come inizio del singolo anno liturgico, non essendo questo univoco, per ragioni di maggiore diffusione si è scelto l'inizio degli anni liturgici latini.
| Cicli e Tempi        | Tempi e Periodi                                        | Descrizioni |
| -------------------- | ------------------------------------------------------ | --- |
| Ciclo manifestativo. | Tempo in preparazione alla Manifestazione del Signore. | In molti riti è chiamato Tempo di Avvento. |
| Ciclo manifestativo. | Tempo della Manifestazione del Signore.                | È strutturato sulle ricorrenze del Natale, dell'Epifania e del Battesimo: in alcuni riti anche sulla ricorrenza delle Nozze di Cana. In molti riti è chiamato Tempo di Natale, in altri diviso tra Tempo di Natale e Tempo di Epifania. |
| Tempo intermedio.    | Primo periodo.                                         | In alcuni riti è posto in vario grado in relazione con l'Epifania. In alcuni riti è inteso in unione con il secondo periodo del tempo intermedio, e i due tempi insieme vengono denominati Tempo fra l'Anno o Tempo Ordinario.          |
| Ciclo pasquale.      | Tempo in preparazione alla Pasqua annuale.             | In molti riti è chiamato Tempo di Quaresima. |
| Ciclo pasquale.      | Tempo pasquale.                                        | È strutturato sulle ricorrenze della Pasqua annuale e di Pentecoste. |
| Tempo intermedio.    | Secondo periodo.                                       | In alcuni riti è posto in vario grado in relazione alla Pentecoste. (Vedi sopra.) |

In questo schema si è scelto di presentare due cicli, perché in tutti i riti vi sono due cicli. In molti riti, però, vi è almeno un ulteriore ciclo legato a ragioni proprie del rito e/o alla scomparsa o all'attenuazione di alcuni legami con i due cicli comuni a tutti i riti. Ne consegue che, in base alla strutturazione dell'ulteriore ciclo, può diminuire la durata del tempo intermedio.
Ciascuno dei due cicli è composto da due tempi, di cui il secondo immediatamente successivo al primo, anche se in alcuni riti il ciclo pasquale è composto da un ulteriore tempo, compreso tra i tempi indicati nello schema: ne consegue che i tre tempi sono cronologicamente congiunti. Il criterio per individuare se un determinato anno liturgico possegga un ciclo pasquale composto da due o tre tempi risiede nella durata della Pasqua annuale la quale:
- se composta dalla sola Domenica di Pasqua, produce un ciclo pasquale composto solo da due tempi, e
- se composta da più giorni conclusi sempre dalla Domenica di Pasqua, produce un ciclo pasquale composto da tre tempi e in cui la Domenica di Pasqua fa parte sia del secondo che del terzo tempo.

Nello schema si è scelto di presentare due tempi del ciclo pasquale, perché questa è la situazione esistente nella maggioranza dei riti, anche se il più diffuso tra i riti cristiani, il rito romano, adotta limitatamente alla sua forma ordinaria la soluzione dei tre tempi.
Dallo schema si evince inoltre l'esistenza di un tempo intermedio, collocato in posizione extra ciclo e i cui due periodi non sono cronologicamente congiunti. I primi anni liturgici, però, nella loro formazione iniziale non conoscevano un tempo intermedio ma soltanto i due cicli, manifestativo e pasquale, attorno ai quali originariamente si sono strutturati: infatti, il primo periodo del tempo intermedio si forma quale continuazione tematica del ciclo manifestativo con particolare riferimento all'Epifania, mentre il secondo periodo del tempo intermedio si forma quale continuazione tematica del ciclo pasquale con particolare riferimento alla Pentecoste.
Il legame tra il primo periodo del tempo intermedio e l'Epifania e tra il secondo periodo del tempo intermedio e la Pentecoste in alcuni riti è rimasto, in altri è divenuto solo ideale, e in altri ancora è scomparso. In qualche documento di alcuni riti, dove è scomparso il legame tra il tempo extra ciclo e l'Epifania e la Pentecoste, l'intero tempo intermedio viene presentato come un terzo ciclo.

## Elementi fondanti l'anno liturgico
L'anno liturgico si è formato, in modo graduale e non sempre secondo linee evolutive predeterminate, in alcuni riti ortodossi e cattolici: da essi gli altri riti, anche quelli non ortodossi e non cattolici, più o meno direttamente mutuano la nozione di anno liturgico, che in questi altri riti continuerà a formarsi secondo linee evolutive proprie.
Alla base di questa formazione originaria si ritrovano due elementi fondanti, cui la nozione di anno liturgico è strettamente connessa e che sono presenti tra l'altro in tutti i riti cristiani, ossia i concetti di Pasqua e di anno. Infatti, la Pasqua sta all'anno liturgico in un rapporto di origine a originato, mentre l'anno sta all'anno liturgico in un rapporto di prototipo a copia.
Per tali ragioni si può affermare sia che senza l'elemento anno la nozione di anno liturgico avrebbe una configurazione temporale diversa, sia che senza l'elemento Pasqua non esisterebbe la nozione di anno liturgico quand'anche fosse configurata temporalmente in modo non annuale.

### Concetto di Pasqua
Ai fini della presente analisi, il concetto di Pasqua deve essere inteso nel senso di celebrazione del Mistero pasquale del Signore Gesù Cristo che costituisce il momento centrale di tutto il Mistero di Cristo: ne consegue che celebrare il Mistero pasquale significhi anche celebrare tutto ciò che è ordinato a tale mistero, sia nel senso che porti allo stesso o che da esso dipenda; in definitiva, con la Pasqua viene certamente celebrato tutto il Mistero di Cristo.
Così come nell'esperienza dell'antico testamento tutte le manifestazioni di fede sono unite da Pesach, la vecchia Pasqua secondo la concezione cristiana, nel cristianesimo la nuova Pasqua, cui la vecchia cede il posto, svolge una simile funzione, in quanto essa è sommamente importante, sia teologicamente che storicamente, per l'anno liturgico: siccome finalità ultima del Cristianesimo è la salvezza per cui scopo della liturgia cristiana è che la Pasqua del Signore Gesù Cristo diventi anche la Pasqua della Chiesa e del singolo fedele, ne consegue che la Pasqua sia il momento iniziale e finale della liturgia e, quindi, anche dell'anno liturgico.
Ai fini della presente analisi, la ricorrenza di Pasqua deve essere intesa nel suo duplice aspetto celebrativo: settimanale e annuale. La celebrazione settimanale della ricorrenza pasquale viene concordemente denominata domenica: addirittura il rito romano ama denominarla anche come Pasqua della Settimana.
La celebrazione annuale della ricorrenza pasquale viene denominata:
- semplicemente Pasqua se il relativo anno liturgico considera la Pasqua annuale esaustivamente compresa nel solo giorno della Domenica di Pasqua, o
- con espressioni affini se il relativo anno liturgico considera la Pasqua annuale esaustivamente non compresa nel solo giorno della Domenica di Pasqua anche se tale domenica è il punto focale della celebrazione della Pasqua annuale; per esempio, l'espressione Triduo Pasquale usata dall'anno liturgico romano nella sua forma ordinaria.

### Nesso tra la Pasqua e l'anno liturgico
Il nesso esistente tra la Pasqua e l'anno liturgico viene abitudinariamente manifestato tramite delle peculiari espressioni di cui, di seguito, vengono citate e spiegate quelle più comuni.
Nell'ambito di tutti i riti cristiani:
- l'espressione fulcro dell'anno liturgico significa ciò che ha originato l'anno liturgico e ciò su cui lo stesso anno liturgico è stato strutturato,[Nota 4] ossia ogni domenica,[Nota 5] e
- l'espressione centro dell'anno liturgico significa ciò attorno a cui ruota l'intero anno liturgico, ossia la Pasqua annuale.

Nell'ambito della forma ordinaria del rito romano:
- l'espressione culmine dell'anno liturgico significa ciò verso cui tende l'anno liturgico, ossia sia il Triduo Pasquale che la Domenica di Pasqua;[8]
- l'espressione centro del Triduo Pasquale significa ciò su cui è imperniato tutto il Triduo Pasquale, ossia la Veglia pasquale, celebrazione che dà inizio alla Domenica di Pasqua;[9]
- l'espressione vertice dell'anno liturgico significa ciò che sovrasta per importanza il resto dell'anno liturgico, ossia sia il Triduo Pasquale, sia la Domenica di Pasqua sia la Veglia pasquale,[Nota 6] e
- l'espressione fonte dell'anno liturgico significa ciò da cui scaturisce direttamente l'intero anno liturgico, ossia la Domenica di Pasqua che, quindi, è anche fonte del Triduo Pasquale.

Il rito romano nella sua forma ordinaria si spinge ben oltre gli altri riti; ma le espressioni culmine dell'anno liturgico e fonte dell'anno liturgico possono essere comprese nella loro specificità solo se distinte dall'espressione centro dell'anno liturgico: ciò può succedere dove la Pasqua annuale non è esaustivamente compresa nel solo giorno della Domenica di Pasqua.

### Concetto di anno
Ai fini della presente analisi, il concetto di anno deve essere inteso in due accezioni: originariamente secondo il Calendario ebraico e poi, a partire dalla stessa età apostolica, secondo i computi cronologici presenti negli altri popoli, sia quelli coevi e non sottoposti o sottoposti formalmente o direttamente all'autorità imperiale romano-bizantina sia quelli successivi, ovviamente almeno raggiunti dalla predicazione cristiana. Nell'ambito delle due citate accezioni bisogna considerare anche i periodi, non presenti in tutti i luoghi e comunque non identici quanto a intensità e durata, in cui vi è stata un'unificazione delle esigenze civili e religiose in un unico computo cronologico, cioè un unico anno che possiede aspetti civili e religiosi congiunti: tale unificazione degli aspetti del computo non impedisce di distinguere nella riflessione dei contemporanei l'aspetto religioso dell'anno da quello civile come, ad esempio, la nozione di Anno ecclesiastico quando la stessa comincia a formarsi nel tardo periodo dell'Impero romano quale aspetto religioso dell'unico anno per poi svilupparsi soprattutto nell'ambito dell'Impero bizantino anche in direzione di altre accezioni.
In qualunque modo venga computato, il concetto di anno sin dalle origini del Cristianesimo, come ad esempio i computi cronologici in uso presso il tardo Impero romano prima e presso l'Impero bizantino dopo, ha avuto sempre sulla nozione di anno liturgico una particolare influenza che continua anche nell'epoca attuale specialmente con l'anno civile: basti pensare a come il Capodanno e le singole feste nazionali sono recepite nelle singole regioni dove i vari anni liturgici sono osservati. Il concetto di anno non si limita a influenzare l'anno liturgico ma giunge sinanche al rito liturgico, spesso a livello eucologico ma in alcuni casi raggiunge addirittura il livello celebrativo, inteso quest'ultimo in senso plenario.

## Formazione dell'anno liturgico
Nello schema sottostante, in modo riassuntivo sono elencate le principali tappe evolutive, allo stato degli studi delle scienze liturgiche. I dati storici sono stati semplificati per ragioni di sintesi: essi sono disposti in successione cronologica, ordinata in modo crescente, limitatamente alle origini delle varie età e stadi. Nulla si dice in ordine alla conclusione della formazione delle suddette età e stadi.
| Età                                                                   | Stadi                                                            | Descrizioni |
| --------------------------------------------------------------------- | ---------------------------------------------------------------- | --- |
| Prima età: Inizio della formazione del ciclo pasquale.                | Primo stadio: Celebrazione della domenica.                       | Fin dalla Resurrezione del Signore Gesù Cristo. |
| Prima età: Inizio della formazione del ciclo pasquale.                | Secondo stadio: Celebrazione della Pasqua annuale.               | Inizio della formazione della Pasqua annuale. Inizio della formazione del Tempo pasquale, concluso dalla Pentecoste, quale compimento della Pasqua annuale. Inizio della formazione del Tempo in preparazione alla Pasqua annuale.      |
| Seconda età: Inizio della formazione del ciclo manifestativo.         | Stadio unico: Celebrazione della Manifestazione del Signore.     | Inizio della formazione del Natale e dell'Epifania. Inizio della formazione del Tempo della Manifestazione del Signore, quale compimento del Natale. Inizio della formazione del Tempo in preparazione alla Manifestazione del Signore. |
| Terza età: Inizio della strutturazione del resto dell'Anno liturgico. | Stadio unico: Collegamenti con i cicli pasquale e manifestativo. | Inizio della formazione del periodo dopo Pentecoste. Inizio della formazione del periodo dopo l'Epifania. |

### Origini del sistema celebrativo
Come attestato dallo schema soprastante, agli inizi del Cristianesimo esisteva certamente la sola celebrazione del primo giorno della settimana, ossia il giorno dopo il sabato. Tale situazione è biblicamente attestata e viene fatta risalire a Gesù Cristo stesso che, come testimoniato da Giovanni 20,26, dopo essere apparso agli apostoli e ai discepoli il giorno della sua risurrezione, riappare agli stessi otto giorni dopo quando invita l'apostolo Tommaso, assente nella precedente apparizione, a verificare che egli sia effettivamente risorto affinché Tommaso stesso possa credere. Questa è la prima testimonianza dell'appuntamento settimanale al quale la Chiesa avverte immediatamente di essere tenuta: l'osservanza di questo impegno porta subito la Chiesa a rispettare la cadenza di questo giorno e ad approfondirne il mistero. Questo giorno diviene prestissimo il giorno della festa, l'ottavo giorno e giorno del Signore: da quest'ultima denominazione, biblicamente attestata in Apocalisse 1,10, deriverà poi il nome di domenica (Dies Dominica). Il primo sistema cronologico che viene utilizzato ai fini liturgici non è l'anno ma la settimana.
Accanto a questo sistema di tipo settimanale si sviluppa velocemente un sistema celebrativo di tipo quotidiano poiché anche l'alternarsi del giorno e della notte viene considerato in prospettiva cristiana: la successione delle ore viene legata al mistero di Cristo e da qui scaturisce il senso della preghiera oraria e la consequenziale e successiva configurazione ritualistica di tali momenti nelle cosiddette ore canoniche. Così anche nel primo cristianesimo, mentre l'alternarsi dei giorni converge verso il giorno del Signore, ognuno di questi singoli giorni convergenti diventa occasione liturgica di conformazione al mistero di Cristo: ne consegue che il sistema celebrativo quotidiano non solo non si oppone a quello settimanale ma si struttura in dipendenza di quest'ultimo sia come preparazione al giorno del Signore sia come estensione, almeno tematica, del mistero di Cristo come celebrato nel giorno del Signore.

### Sistema celebrativo acronologico
Alla Pasqua settimanale, ben presto, si aggiunse la celebrazione della Pasqua annuale, inizialmente consistente nella sola Veglia pasquale, il cui gaudio venne poi protratto per 50 giorni determinando la formazione del tempo pasquale e il sorgere della Solennità di Pentecoste: secondo lo studioso statunitense Jonathan Z. Smith, nei primi tre secoli si sviluppa un sistema celebrativo, fondamentalmente domenicale, con una caratteristica acronologica la quale, secondo Dom Gregory Dix e altri studiosi, sarebbe la diretta conseguenza di un originario assetto teologico in prospettiva esclusivamente escatologica. Si verifica, praticamente, che in ciascuna delle domeniche e nella Pasqua annuale era celebrato tutto quanto attualmente viene celebrato nell'intero anno liturgico anche se in alcune Chiese, nell'arco dei primi tre secoli, si celebravano già determinate ricorrenze legate a specifici luoghi fisici come accadeva ad esempio nella Chiesa di Gerusalemme, in cui si officiavano delle ricorrenze legate ai luoghi santi come la casa dell'annunciazione a Nazareth, la grotta della natività a Betlemme, la sala dell'ultima cena, il monte degli ulivi, il Golgota e il Santo Sepolcro a Gerusalemme. In ragione del fatto che in alcune chiese il sistema celebrativo acronologico era affiancato da alcune ricorrenze specifiche, il liturgista episcopaliano Thomas J. Talley ha affermato che la concezione escatologica dei primi tre secoli, che secondo alcuni sarebbe la ragione del sistema celebrativo acronologico, non si oppone a un sistema celebrativo basato su specifiche ricorrenze e, quindi, con caratteristiche spiccatamente cronologiche anzi, fin dal I sec., lo stesso fa notare come i due sistemi si intersechino.

### Sistema celebrativo cronologico
Sul finire del IV secolo, secondo il liturgista tedesco Hansjörg Auf Der Maur, lo stadio locale del ritmo celebrativo comincia a essere abbandonato a favore di uno stadio regionale per poi pervenire ad uno stadio universale. Più specificatamente nello stesso periodo, si verifica che le ricorrenze legate ai luoghi, e particolarmente ciò vale per quelle della Chiesa di Gerusalemme, per dare la possibilità ad altre chiese di celebrarle, vengono estese altrove e fissate in determinati giorni della settimana e/o dell'anno: in tal modo, si traspongono determinate strutture celebrative da una dimensione geografica locale a una dimensione temporale generando un nuovo sistema celebrativo, che può essere definito cronologico, che comunque nelle chiese dove viene importato deve fondersi con il precedente sistema celebrativo locale spiccatamente acronologico. In parole più tecniche, avviene un lento passaggio dalle ricorrenze aptae loco, adatte al luogo, alle ricorrenze aptae loco et diei, adatte al luogo e al giorno, per giungere alle ricorrenze aptae diei, adatte al giorno. La motivazione della diffusione del sistema celebrativo cronologico, secondo alcuni studiosi che si rifanno a Dom Gregory Dix, risiederebbe nell'evoluzione dell'assetto teologico in prospettiva escatologica in ordine a una reinterpretazione circa l'imminenza della parusia che avrebbe condotto a un affievolimento dell'influenza del sistema celebrativo acronologico: è evidente che gli studiosi che si rifanno a Thomas J. Talley rifiutano tale motivazione in quanto ritengono che già nei primi tre secoli l'aspetto escatologico, sotteso al sistema celebrativo acronologico, e il sistema celebrativo cronologico in alcune chiese sono presenti e si intersecano tra loro.

### Frazionamento del sistema celebrativo
Si perviene, quindi, verso la fine del IV secolo alla diffusione dell'applicazione del criterio della storicizzazione della Pasqua che porterà gradualmente al cosiddetto Frazionamento del Mistero di Cristo nel corso dell'anno: l'evento Cristo comincia a essere distribuito sui computi temporali a carattere stagionale, lunare e solare, e da tale processo avrà origine la strutturazione vera e propria in cicli, tempi, periodi, ricorrenze e celebrazioni dell'anno liturgico pur rimanendo come punto di riferimento dello stesso la Pasqua: tale strutturazione non considererà affatto la cadenza mensile dell'anno che sarà in seguito ripresa solo a vari fini computistici e meramente rubricali, cioè per indicare il raggruppamento delle ricorrenze liturgiche cadenti in un dato mese. Il concetto di mese nel culto cattolico sarà ripreso dalla pietà popolare: maggio quale mese mariano, giugno quale mese dedicato al Sacro Cuore, luglio quale mese dedicato al Divin Sangue, novembre quale mese dei morti ecc.
Secondo il liturgista Don Matias Augé il detto frazionamento è un procedimento quasi universale e naturale da un punto di vista antropologico, eppure è singolare che ciò cominci a verificarsi su scala integrale solo dalla fine del IV secolo considerato che si potevano trovare negli scritti del Nuovo Testamento gli elementi utili a una tale operazione. Il detto processo di frazionamento, particolarmente negli anni liturgici ortodossi e cattolici, indica la celebrazione dei diversi eventi e, talvolta, aspetti del Mistero di Cristo dispiegati in modo progressivo durante l'anno ma uniti alla celebrazione intregrale del mistero pasquale di Cristo in ogni celebrazione eucaristica: il concetto di frazionamento esclude, pertanto, l'idea di una suddivisione del mistero di Cristo in quanto permette di contemplare singoli eventi o aspetti salvici ma sempre nell'ottica dell'unico disegno redentore culminante nella Pasqua. Infatti, tutta la narrazione biblica che si svolge dalla genesi all'apocalisse con eventi e parole intimamente connessi tra loro, dall'intero anno liturgico viene ripresa non come semplice riproduzione ma nell'ottica cristica al fine di informare della salvezza tutte le coordinate storiche soprattutto l'oggi il quale ontologicamente permette di sperimentare il proprio carattere escatologico in quanto "viene sacralmente vissuto come al futuro anteriore: la storia perviene alla sua verità, a partire da ciò che in seguito diventerà." Ecco perché ogni confessione cristiana riconosce essere fondamentale un'adeguata pastorale dell'anno liturgico anche se poi praticamente non sempre viene applicata o addirittura seguita.

## Nesso tra gli anni ecclesiastico e liturgico
Un po' complesso è il rapporto tra la nozione di anno liturgico e la nozione di anno ecclesiastico di cui è già stato fatto cenno.
La nozione di anno ecclesiastico, già distinta dall'aspetto civile del computo cronologico, comincia a essere separata dall'anno civile quando il capodanno civile non corrisponde più al capodanno ecclesiastico ossia quando i due computi, quello civile e quello ecclesiastico, non sono più identici: ciò capita sia per ragioni di praticità nei territori appartenuti all'impero bizantino quando questo ne perde la sovranità per poi cessare definitivamente di esistere sia, per simili o diverse ragioni, nei territori non appartenuti direttamente all'impero bizantino. 
Appena l'anno ecclesiastico comincia a essere distinto dall'anno civile inizia, altresì, un processo di separazione tra i vari riti nella comprensione di tale nozione, e infatti:
- tutti i riti mantengono, sia pure molto limitatamente e non sempre negli stessi ambiti, l'accezione originaria della nozione di anno ecclesiastico come sinonimo di anno civile anche se poi alcuni riti, e fra questi quello romano, preferiscono usare al posto dell'espressione anno ecclesiastico la semplice parola anno prima come sinonimo di anno civile e poi come sinonimo di anno astronomico quando risulta inequivocabilmente che l'anno civile è in grado di distinguersi da quello astronomico;
- in tutti i riti, la nozione di anno ecclesiastico fondamentalmente si delimita nell'accezione sinonimica di ciò che poi diverrà la nozione di anno liturgico, tanto che:

- nei riti cristiani non cattolici e non ortodossi e nei riti cattolici latini, le due espressioni saranno utilizzate come equivalenti per diverso tempo poiché è solo da poco tempo che l'espressione anno liturgico è molto più utilizzata rispetto all'espressione anno ecclesiastico, e
- nei riti cattolici orientali e nei riti ortodossi, una volta cessato l'impero bizantino e quindi terminata l'esigenza pratica, si assiste sempre più sia alla diffusione di un orientamento verso la distinzione tra le nozioni di anno liturgico e anno ecclesiastico sia a una mutazione dell'accezione in questione di anno ecclesiastico e cioè da anno civile a computo residuale del passato, anche se non tutti gli studiosi e gli operatori liturgici sono favorevoli alla suddetta distinzione pur accettando la sopraddetta mutazione dell'accezione di anno ecclesiastico, e
- dal XX secolo, la nozione di anno ecclesiastico acquisisce in tutti i riti un'ulteriore accezione che è identica sia al concetto di anno sociale sia a concetti simili come ad esempio l'anno scolastico, dato che tali concetti ormai influenzano tutti gli ambiti ecclesiali e non solo quelli liturgici, tanto che la nuova accezione viene diffusamente utilizzata:

- sia con espressioni generiche come ad esempio anno ecclesiastico comune a diversi riti; anno pastorale, comune a diversi riti particolarmente quelli cattolici e anglicani; anno ecclesiale molto comune nei riti evangelicali, compresi quelli luterani, e che, limitatamente ad alcuni di questi ultimi ambiti, sembra di nuovo confondersi con l'anno liturgico e/o con lo stesso anno civile; ecc, e
- sia con espressioni settoriali come ad esempio anno catechistico, comune a diversi riti, particolarmente quelli cattolici dove è entrata nell'uso liturgico.

## Tematica liturgica
Un altro concetto complesso è quello della tematica liturgica, ossia il filo conduttore logico sotteso a una celebrazione intesa, quest'ultima, sia come singolo atto cultuale che come ricorrenza. In realtà, una stessa tematica liturgica può essere sottesa a più celebrazioni, cronologicamente susseguenti o meno, sia se trattasi di singoli atti di culto sia di ricorrenze: può, quindi, verificarsi che una tematica liturgica riguardi tempi e periodi dell'anno liturgico. Infine, si verifica che anche in una singola celebrazione confluiscano più tematiche liturgiche richiamate,:
- nella stessa ricorrenza, dallo stesso singolo atto di culto o da diversi atti di culto, e
- nello stesso atto cultuale, dallo stesso testo eucologico o da diversi testi eucologici.

## Rapporto tra l'anno liturgico e la società
L'anno liturgico in qualunque rito cristiano ha sempre influenzato la vita quotidiana, ossia il cosiddetto anno sociale ma anche l'anno civile. Anche se tale influenza era più intensa nel passato, essa è tutt'oggi efficace: basti pensare non solo agli aspetti sociali ma anche al riconoscimento civile che alcune ricorrenze religiose, in primis Pasqua e Natale, hanno in vari ordinamenti statali.
Si verifica pure, anche se in misura minore, che l'anno sociale influenzi l'anno liturgico: si pensi ad esempio al ruolo che gli viene ufficialmente riconosciuto, sia pur tramite il concetto di anno pastorale, presso il calendario plenario ambrosiano.
Di seguito uno schema illustra la situazione del riconoscimento civile di alcune ricorrenze cristiane in vari stati. Sono inserite solo le ricorrenze effettivamente comuni a tutte le confessioni cristiane.
| Ricorrenze             | Date                                        | Stati |
| ---------------------- | ------------------------------------------- | --- |
| Natale del Signore     | 25 dicembre                                 | Austria, Belgio, Canada, Repubblica Ceca, Croazia, Danimarca, Finlandia, Francia, Germania, Gran Bretagna, Grecia, Irlanda, Italia, Lussemburgo, Norvegia, Paesi Bassi, Polonia, Portogallo, Romania, Slovacchia, Slovenia, Spagna, Stati Uniti, Svezia, Svizzera, Ungheria. |
| Natale del Signore     | 7 gennaio                                   | Russia |
| Epifania del Signore   | 6 gennaio                                   | Austria, Croazia, Grecia, Italia, Slovacchia, Spagna, Svezia, Svizzera (festività parziale). |
| Pasqua                 | Data mobile e di domenica                   | Austria, Belgio, Canada, Repubblica Ceca, Croazia, Danimarca, Finlandia, Francia, Germania, Gran Bretagna, Grecia, Irlanda, Italia, Lussemburgo, Norvegia, Paesi Bassi, Polonia, Portogallo, Romania, Svezia, Repubblica Slovacca, Slovenia, Spagna, Svizzera, Ungheria.     |
| Ascensione del Signore | Data mobile e nel 6º giovedì dopo Pasqua    | Austria, Belgio, Danimarca, Finlandia, Francia, Germania, Lussemburgo, Norvegia, Paesi Bassi, Svezia, Svizzera. |
| Pentecoste             | Data mobile e nella 7ª domenica dopo Pasqua | Austria, Belgio, Danimarca, Finlandia, Francia, Germania, Grecia, Lussemburgo, Norvegia, Paesi Bassi, Svezia, Spagna, Svizzera, Ungheria. |

### Esplicative
1. ↑  Con il concetto di Mistero pasquale del Signore Gesù Cristo o, più semplicemente, mistero pasquale di Cristo si intendono certamente gli eventi concernenti la passione, morte e Resurrezione dello stesso Gesù, altri vi comprendono anche l'ascensione al cielo e gli eventi intercorsi tra essa e la resurrezione.
2. ↑  Con il concetto di Mistero di Cristo, che la patristica esprime con le parole «mysteria carnis Christi»,  si intendono due nozioni: la prima collegata al Cristo Capo e riguardante tutti gli eventi della vita dello stesso, la seconda collegata al Corpo mistico di Cristo. La prima nozione riguarda tutto ciò che è compreso tra il processo di abbassamento del Cristo, iniziato con l'incarnazione e culminato sulla croce, e il processo di glorificazione del Cristo, iniziato con la risurrezione e culminato con l'intronizzazione alla destra del Padre e, a tal proposito, cfr  Gv 16,28, su laparola.net.: «Sono uscito dal Padre e sono venuto nel mondo; ora lascio di nuovo il mondo, e vado al Padre». La seconda nozione concerne tutto ciò che va dalla creazione alla parusia e che coinvolge i salvati.
3. ↑  Il duplice aspetto celebrativo della Pasqua, come descritto in voce, è quello che sta all'origine dell'anno liturgico. Oggi in alcuni riti la Pasqua è considerata in un triplice aspetto celebrativo: oltre il settimanale e l'annuale vi è anche il quotidiano. Per esempio, la celebrazione quotidiana della Pasqua viene denominata nel rito romano Messa quotidiana: cfr l'Esortazione Apostolica Mysterii Paschalis dove Paolo VI afferma che «la celebrazione del mistero pasquale costituisce il momento privilegiato del culto cristiano nel suo sviluppo quotidiano, settimanale e annuale».
4. ↑  L'espressione fulcro dell'anno liturgico, in realtà, fonde due precedenti espressioni, ossia fondamento di tutto l'anno liturgico e nucleo di tutto l'anno liturgico, tra l'altro usate come unica espressione alla fine del n.106 della Costituzione conciliare "Sacrosanctum Concilium": la prima espressione indica la struttura basilare dell'anno liturgico mentre la seconda espressione indica ciò da cui è stato prodotto l'anno liturgico,
5. ↑  Tenendo presente che la Domenica di Pasqua è innanzitutto una domenica, la suddetta espressione in tal senso concerne pure la Domenica di Pasqua per cui, in questo senso, il fulcro dell'anno liturgico è duplice.
6. ↑  Tra gli studiosi esiste una corrente di opinione che vorrebbe un uso più opportuno delle espressioni centro dell'anno liturgico, culmine dell'anno liturgico e vertice dell'anno liturgico. Tale corrente propone la prima e la seconda espressione per indicare rispettivamente il Triduo Pasquale e la Domenica di Pasqua, rispettando così la lettera del testo dell'"Annunzio del Giorno di Pasqua durante la solennità dell'Epifania del Signore", mentre propone la terza espressione per indicare la Veglia pasquale tralasciando all'uopo l'espressione centro del Triduo pasquale.[senza fonte]
7. ↑  I computi annuali dei popoli non sottoposti all'autorità imperiale romano-bizantina ma anche di alcuni popoli, sottoposti solo formalmente alla citata autorità imperiale, non sono identici a quello romano-bizantino in quanto, molto spesso, il loro Capodanno non cade nella stessa data di quello romano-bizantino. Allo stesso modo nel corso successivo della storia, come anche nel mondo contemporaneo, non è mai esistita e non esiste una piena identità tra i computi annuali dei vari popoli.
8. ↑  L'istituto dell'anno unico, cioè che congiunge in sé gli aspetti civili e religiosi, si realizza quando i computi cronologici dei popoli che si convertono al Cristianesimo, all'interno dei quali vengono celebrate le ricorrenze liturgiche cristiane che prima erano celebrate all'interno del computo del Calendario ebraico, posseggano un ciclo settimanale o mutuino tale ciclo: del resto, il ciclo settimanale è alla base del computo cristiano del tempo anche se il Cristianesimo l'ha ricevuto dal Calendario ebraico.
9. ↑  La caratteristica acronologica del sistema celebrativo dei primi tre secoli del Cristianesimo agli inizi informava in modo esclusivo lo stesso sistema celebrativo per poi limitarsi a divenirne la caratteristica essenziale a seguito sia della formazione del tempo pasquale concluso dalla solennità di Pentecoste sia delle celebrazione di alcune ricorrenze legate a specifici luoghi fisici: lo stesso J.Z.Smith, nel libro To take place, Chicago, The University of Chicago Press, 1987, fa diversi riferimenti a tale situazione.
10. ↑  Il sistema celebrativo cronologico non è originario di Gerusalemme ma è principalmente e fortemente influenzato da essa: basti pensare alla Solennità di Pietro e Paolo, attestata a Roma prima dello stesso Natale, che viene introdotta a livello universale per l'influenza della stessa Roma e non di Gerusalemme. Diversamente sostiene J.Z. Smith, nel libro To take place pubblicato da The University of Chicago Press Chicago 1987, per il quale la diffusione, come descritta in voce, del sistema celebrativo cronologico ha origini gerosolimitane. Come Smith anche Dom Gregory Dix, in The Shape of the Liturgy, London, 1960, pp. 385-396, sostiene l'origine gerosolimitana del sistema cronologico dovuta allo sviluppo liturgico della Chiesa di Gerusalemme che avrebbe trasformato o sostituito il vecchio sistema celebrativo acronologico il cui assetto teologico sarebbe stato esclusivamente escatologico.
11. ↑  Le espressioni aptus loco, aptus loco et diei, e aptus diei, riprese da J.Z. Smith nel libro To take place pubblicato da The University of Chicago Press Chicago 1987, sono frequenti nell'Itinerarium Egeriae che, per utilizzare le parole del liturgista Don Matias Augé nella nota al proprio articolo Alcune riflessioni sull'Hodie liturgico alla luce del formarsi dell'Anno liturgico, è un "documento della fine del secolo IV, che narra la liturgia di Gerusalemme" e nella cui prima parte "che è propriamente un diario di viaggio, quando Egeria parla del salmo usato nelle celebrazioni stazionali parla di un salmo aptus loco (4,4), competens loco (14,1; 21,1), o semplicemente competens (15,4). Invece, nella seconda parte, che descrive le diverse celebrazioni della liturgia di Gerusalemme nel corso dell'anno, Egeria parla di testi (salmi, inni, antifone, letture, orazioni, ecc.) che sono appropriati e adatti sia al luogo in cui si svolgono che al giorno: dicuntur autem totis vigiliis apti psalmi semper vel antiphonae tam loco quam diei (29,2; cfr. 29,5; 31,1; 32,1; 35,3; 36,1; 39,5; 40,1.2; 42; 43,5; 47,5)."
12. ↑  Il processo del Frazionamento del mistero di Cristo non ha una dimensione soltanto cronologica, cioè non riguarda soltanto l'anno liturgico, ma possiede anche una dimensione eucologica che si sviluppa parimenti a quella cronologica. All'uopo si citano alcune riflessioni del liturgista Don Matias Augé, apparse nell'articolo Per il cristiano è sempre Pasqua pubblicato il 20 aprile del 2009 nel blog Liturgia Opus Trinitatis, per le quali dalla semplice menzione del mistero pasquale di Cristo si giunge alla menzione di diversi eventi del mistero di Cristo nell'anamnesi della preghiera eucaristica. Nello studio citato il liturgista fa riferimento esplicito a tre stadi. In uno stadio primordiale è collocata la più antica anamnesi eucaristica, quella di  1 Cor 11,26, su laparola.net.: «Ogni volta che mangiate di questo pane e bevete di questo calice, voi annunziate la morte del Signore finché egli venga». La tematica di quest'anamnesi è manifestata dall'espressione “morte del Signore” in cui va notata la presenza del titolo “Signore o Kyrios”, che Gesù riceve in quanto risuscitato dal Padre come attestato da  Atti 2,36, su laparola.net., per cui la citata espressione manifesta il concetto di morte gloriosa che è anche l'oggetto della primitiva ricorrenza pasquale. In uno stadio intermedio è collocato il nocciolo più arcaico del Canone romano, risalente al IV secolo, dove si fa memoria «della beata passione, della risurrezione dai morti e della gloriosa ascensione al cielo» e in cui va notato come alla morte e alla resurrezione di Gesù viene aggiunta l'ascensione. Infine, in un terzo stadio, è collocata l'anamnesi della liturgia copta, chiamata di san Gregorio il Teologo: «E ora, Signore, facciamo memoria della tua venuta in terra, della tua morte vivificante, dei tre giorni che hai passato nel sepolcro, della tua risurrezione dai morti, della tua ascensione in cielo, della tua glorificazione alla destra del Padre e della tua seconda venuta» e in cui va notato che si fa memoria non solo degli eventi della morte, risurrezione e ascensione, ma anche di altri eventi del mistero di Cristo iniziando dalla sua incarnazione.
13. ↑  Le strategie pastorali intorno all'anno liturgico sono varie e possono essere raggruppate in due tipologie: strategie radicali e strategie intermedie. Queste strategie sono impostate sulla base della considerazione, circa l'anno liturgico, che viene elevata a perno della strategia medesima: l'anno liturgico considerato quale esperienza spirituale che è tanto più matura quanto più adeguate sono le premesse per la sua celebrazione; l'anno liturgico considerato quale progetto ideale da perseguire; l'anno liturgico considerato quale dono destinato a favorire la maturazione spirituale di ogni fedele di diversa età e condizione, ecc. Ognuna di queste strategie chiaramente possiede pro e contra.

### Bibliografiche
1. ↑  Circa la concezione cristiana del culto della vita cfr  Rm 12,1, su laparola.net..
2. ↑  cfr a tal proposito  Ef 4,13, su laparola.net..
3. 1 2  Michael Kunzler, La liturgia della Chiesa, Volume 10, Jaca Book, 2010
4. ↑  Per esempio, nell'ambito della forma ordinaria del rito romano, cfr la denominazione della terza sezione del capitolo primo del Commento alla riforma dell'Anno liturgico e del Calendario a cura del Consilium per l'esecuzione della Costituzione sulla sacra Liturgia.
5. ↑  Cfr in proposito il nº218 del Compendio al Catechismo della Chiesa cattolica.
6. ↑  Cf Sacrosanctum Concilium, n. 120; e G. Panteghini, Cristo centro della liturgia, Padova, Edizioni Messaggero, 1971, p. 36.
7. ↑  Cfr ad es. la sezione V della Costituzione Sacrosanctum Concilium sulla sacra Liturgia del Concilio Vaticano II, oppure la Lettera apostolica Dies Domini del 31-05-1998 di Giovanni Paolo II.
8. ↑  Il n.18 delle "Norme Generali sull'anno liturgico e sul calendario" asserisce che culmine dell'anno liturgico è il Triduo Pasquale e con ciò crea una sinonimia tra le espressioni culmine dell'anno liturgico e centro dell'anno liturgico. Il testo liturgico dell'"Annunzio del Giorno di Pasqua nella Solennità dell'Epifania del Signore" fa, invece, chiaramente intendere che culmine dell'anno liturgico è la Domenica di Pasqua non direttamente, ma in quanto culmine del Triduo Pasquale definito centro dell'anno liturgico: in questo senso si manifesta con chiarezza il concetto della Domenica di Pasqua quale punto focale della Pasqua annuale.
9. ↑  Questa espressione, poco diffusa, è stata introdotta dal n. 19 delle "Norme generali sull'Anno liturgico e sul calendario"
10. ↑   Gv 20,26, su La Parola - La Sacra Bibbia in italiano in Internet.
11. ↑   Ap 1,10, su La Parola - La Sacra Bibbia in italiano in Internet.
12. ↑  J.Z.Smith To take place, Chicago, The University of Chicago Press, 1987.
13. ↑  G. Dix, The Shape of the Liturgy, London, 1960, pp. 385-396.
14. ↑  La celebrazione di alcune ricorrenze legate a luoghi fisici ha sempre prodotto interpretazioni di tipo antropologico circa il formarsi dell'Anno liturgico: una delle più recenti è quella proposta da J.Z. Smith, nel libro To take place, Chicago, The University of Chicago Press, 1987, per la quale il rito originariamente avrebbe una dimensione locale essendo legato addirittura a realtà specifiche che conferirebbero al rito la sua peculiare caratteristica, quella della regolarità.
15. ↑  Th. J. Talley, Le origini dell'Anno liturgico, Edizione italiana a cura di D. Sartore (Strumenti 51), Brescia, Queriniana, 1991, 48.
16. ↑  H. A. D. Maur, Le celebrazioni nel ritmo del tempo - I. Feste del Signore nella settimana e nell'anno (pubblicato ne La liturgia della Chiesa, Manuale di scienza liturgica, vol. 5), Leumann-Torino, Elle Di Ci, 1990, p. 48.
17. 1 2  Matias Augé, Alcune riflessioni sull'Hodie liturgico alla luce del formarsi dell'Anno liturgico.
18. ↑  Nel proprio articolo Per il cristiano è sempre Pasqua, pubblicato il 20 aprile del 2009 nel blog Liturgia Opus Trinitatis, il liturgista Don Matias Augé definisce l'anno liturgico un'eucaristia pasquale sdoppiata in quanto ciò che viene celebrato durante un intero anno viene, altresì, celebrato in una singola Messa. Ogni ricorrenza dell'anno liturgico per quanto sia parziale in quanto fa memoria di un evento o di un aspetto salvifico, è sempre una ricorrenza completa del mistero pasquale grazie all'eucaristia: cfr in proposito O. Casel, Il mistero del culto cristiano, Borla, Roma 1985, p. 116. La celebrazione integrale del mistero pasquale di Cristo in ogni Messa è attestata nel Messale Romano dall'Orazione sulle Offerte della Messa in Coena Domini del Giovedì santo: ogni volta che celebriamo questo memoriale del sacrificio del Signore, si compie l'opera della nostra redenzione
19. ↑  Catechismo della Chiesa cattolica, n. 1165.
20. ↑  Benedizionale della Conferenza episcopale italiana, nn. 182-205, in particolare i nn. 183 e 190.